# Cantonul Mayet
Cantonul Mayet este un canton din arondismentul La Flèche, departamentul Sarthe, regiunea Pays de la Loire, Franța.

## Comune
| Comune            | Populație (1999) | Cod poștal | Cod INSEE |
| ----------------- | ---------------- | ---------- | --------- |
| Aubigné-Racan     | ...              | 72800      | 72013     |
| Coulongé          | ...              | 72800      | 72098     |
| Lavernat          | ...              | 72500      | 72160     |
| Mayet             | ...              | 72360      | 72191     |
| Sarcé             | ...              | 72360      | 72327     |
| Vaas              | ...              | 72500      | 72364     |
| Verneil-le-Chétif | ...              | 72360      | 72369     |